# Hypericum saruwagedicum
Hypericum saruwagedicum är en johannesörtsväxtart som beskrevs av Friedrich Ludwig Diels. Hypericum saruwagedicum ingår i släktet johannesörter, och familjen johannesörtsväxter. Inga underarter finns listade i Catalogue of Life.